# امباتومنا، مانجوکاندریانا
امباتومنا، مانجوکاندریانا (به لاتین: Ambatomena, Manjakandriana) یک منطقهٔ مسکونی در ماداگاسکار است که در آنالامانگا واقع شده‌است.

## خصوصیات
امباتومنا ۸٬۰۰۰ نفر جمعیت دارد و ۱٬۴۳۴ متر بالاتر از سطح دریا واقع شده‌است.